# Collinsia callosa
Collinsia callosa  (лат.) — вид двудольных цветковых растений семейства Подорожниковые (Plantaginaceae) рода Collincia. Является растением-эндемиком штата Калифорния (США), произрастает в основном в горах южной Сьерры-Невады и в районе пустыни Мохаве.

## Описание
Collinsia callosa — однолетнее травянистое растение, обладающее мясистым стеблем высотой до 25 см. Расцветка стебля может варьироваться от зелёного до красноватого оттенков. Листья толстые, продолговатые. Цветки белые, с фиолетовой каймой.